# Pleško
Pleško je priimek več znanih Slovencev:
- Ana Pleško, direktorica in soustanoviteljica socialnega podjetja Simbioza Genesis
- Cirila Pleško Štebi (1885—1942), učiteljica in urednica, aktivistka
- Igor Pleško (1924—2000), slikar in filozof
- Karel Pleško (1834—1899), pravnik
- Katarina Čufar (r. Pleško) (*1958), lesarska strokovnjakinja, prof. BF
- Katja Pleško (*1978), atletinja, metalka kladiva
- Mark Pleško (*1961), tehnološki podjetnik (ustanovitelj in direktor Cosylab), predsednik IAS
- Matija Pleško (*1976), odbojkar
- Miroslav Pleško (1881—1939), elektrotehnik
- Nace Pleško (*1996), atlet (met diska)
- Nadiža Pleško (*1981), rokometašica
- Nejc Pleško (*1992), atlet (met kladiva)
- Stane Pleško (1923—1995), pisatelj in publicist